# 문산서원 (경북)
문산서원 (경북)(文山書院)은 대한민국 경상북도 구미시에 위치한 조선 시대의 서원이다. 1792년에 창건되었으며, 노수함(盧守諴), 노경필(盧景佖), 노경윤(盧景倫)을 제향하고 있다.